# لو بوغارت
لو فاليري بوغارت (مواليد 25 يونيو 2004) هي لاعبة كرة قدم فرنسية محترفة يلعب في مركز الظهير الأيسر مع نادي باريس ضمن في الدوري الفرنسي الممتاز ومنتخب فرنسا لكرة القدم للسيدات.

## مسيرتها الكروية
بوغارت خريجة أكاديمية الشباب في ليل، ظهرت لأول مرة مع الفريق الأول في نادي ليل الفرنسي في 3 أكتوبر 2021 في مباراة فاز فيها الفريق بنتيجة 3-1 على نادي بريست في الدوري. في 13 مارس 2022، سجلت هدفها الأول للنادي ضد نادي نانت الفرنسي في مباراة انتهت بالتعادل بهدف لكل منهما.
في 1 يوليو 2022، أعلن نادي باريس إف سي عن التعاقد مع بوغارت بعقد لمدة ثلاث سنوات حتى يونيو 2025. في فبراير 2024، مددت عقدها مع النادي حتى يونيو 2027.

## مسيرتها الدولية
مثلت بوغارت منتخبات فرنسا في مختلف فئات الشباب. وكانت جزءًا من المنتخب الفرنسي المشارك في بطولة كأس العالم للسيدات تحت 20 سنة 2022 وبطولة أوروبا للسيدات تحت 19 سنة 2023. تلقت بوغارت أول استدعاء لها للمنتخب الفرنسي في أكتوبر 2024. ظهرت لأول مرة في 29 أكتوبر 2024 في المباراة الودية الدولية للسيدات وانتهت بخسارة المنتخب الفرنسي بنتيجة 2-1 لصالح منتخب سويسرا لكرة القدم للسيدات. في يونيو 2025 تم اختيارها في تشكيلة المنتخب الفرنسي لبطولة أمم أوروبا للسيدات 2025.

## حياتها الشخصية
كان والد بوغارت يلعب كحارس مرمى في أحد الأندية للهواة في فرنسا، أثناء نشأته كان مثله الأعلى في كرة القدم هما مارسيلو وإيدن هازارد.

## إحصائيات

### مع النادي
آخر تحديث 11 مايو 2025.

### النادي
| النادي                | الموسم  | الدوري                     | الدوري | الدوري  | الكأس الوطنية | الكأس الوطنية | البطولة القارية | البطولة القارية | أخرى  | أخرى    | الإجمالي | الإجمالي |
| النادي                | الموسم  | القسم                      | اللعب  | الأهداف | اللعب         | الأهداف       | اللعب           | الأهداف         | اللعب | الأهداف | اللعب    | الأهداف  |
| --------------------- | ------- | -------------------------- | ------ | ------- | ------------- | ------------- | --------------- | --------------- | ----- | ------- | -------- | -------- |
| ليل                   | 2021–22 | الدوري الفرنسي الثاني      | 15     | 2       | 5             | 0             | —               | —               | —     | —       | 20       | 2        |
| نادي باريس سان جيرمان | 2022–23 | الدوري الفرنسي الممتاز     | 3      | 0       | 0             | 0             | 0               | 0               | —     | —       | 3        | 0        |
| نادي باريس سان جيرمان | 2023–24 | الدوري الممتاز             | 16     | 0       | 4             | 0             | 10              | 0               | 2     | 0       | 32       | 0        |
| نادي باريس سان جيرمان | 2024–25 | العرض الأول الدوري الفرنسي | 20     | 0       | 5             | 0             | 4               | 0               | 1     | 0       | 30       | 0        |
| نادي باريس سان جيرمان | المجموع | المجموع                    | 39     | 0       | 9             | 0             | 14              | 0               | 3     | 0       | 65       | 0        |
| إجمالي                | إجمالي  | إجمالي                     | 54     | 2       | 14            | 0             | 14              | 0               | 3     | 0       | 85       | 2        |

1. 1 2  المشاركات في دوري أبطال أوروبا للسيدات
2. 1 2  المشاركات في التصفيات

### الدولية
آخر تحديث 20 يونيو 2025.
| المنتخب                        | السنة    | اللعب | الأهداف |
| ------------------------------ | -------- | ----- | ------- |
| منتخب فرنسا لكرة القدم للسيدات | 2024     | 2     | 0       |
| منتخب فرنسا لكرة القدم للسيدات | 2025     | 2     | 0       |
| الإجمالي                       | الإجمالي | 4     | 0       |

## الإنجازات
نادي باريس لكرة القدم
- كأس فرنسا للسيدات: 2024–25[15]